# 帕特里克·贝克特
帕特里克·贝克特（德語：Patrick Beckert，1990年4月17日—），德国男子速度滑冰运动员，2015年世界单程距离速度滑冰锦标赛男子10000米铜牌得主、2017年世界单程距离速度滑冰锦标赛男子10000米铜牌得主、2020年世界单程距离速度滑冰锦标赛男子10000米铜牌得主。